# Csokai Imre
Csokai Imre (Karcag, 1917. szeptember 25. – Debrecen, 1947. március 28.) labdarúgó, hátvéd, gimnáziumi tanár.

## Pályafutása
A Bocskai csapatában mutatkozott be az élvonalban. 1940-ben a Bocskai megszűnt és Csokai a Debreceni VSC csapatához igazolt. Kezdetben csatárként, majd jobbhátvédként játszott. Labdarúgó pályafutása mellett a debreceni Református Gimnáziumban latint oktatott. 1943 őszén csapattársa lett a fiatal Komlóssy Imre, aki tanítványa volt a gimnáziumban. A második világháború végén szovjet hadifogságba esett ahonnan hazatért. 1947. március 28-án fiatalon gyomorrákban hunyt el.
Polgári foglalkozása középiskolai tanár volt.